# Quintino de Lacerda
Quintino de Lacerda   (Itabaiana, 8 de juny de 1839 - Santos, 10 d'agost de 1898) fou un abolicionista afrobrasiler.
Va ser un esclau d'Antônio de Lacerda Franco. Guanyà la seva llibertat amb la conquesta de l'amistat del seu senyor i va adquirir terres formant el quilombo més gran de Brasil, situat a la localitat on avui en dia hi ha el Barri Jabaquara, a la ciutat de Santos. La seva popularitat a la ciutat fou molt alta i és reconegut per la lluita per la llibertat dels negres de la seva comunitat. Fou el primer regidor negre en la història del país sud-americà (1895), i va liderar la defensa del port de Santos durant la Revolta de l'Armada, fet pel qual va ser condecorat honoríficament com a major de l'exèrcit del Brasil.